# تپه دار خشکه
تپه دار خشکه در شهرستان هرسین، بخش بیستون، دهستان شیرز، ۷۰ متری جنوب روستای شاه آباد علیا واقع شده و این اثر در تاریخ ۲۶ اسفند ۱۳۸۷ با شمارهٔ ثبت ۲۵۵۰۱ به‌عنوان یکی از آثار ملی ایران به ثبت رسیده است.